# Parafia Ewangelicko-Metodystyczna św. Pawła w Grudziądzu
Parafia Ewangelicko-Metodystyczna w Grudziądzu – zbór metodystyczny działający w Grudziądzu, należący do okręgu zachodniego Kościoła Ewangelicko-Metodystycznego w RP.

## Historia

### Episkopalny Kościół Metodystyczny (Bischöfliche Methodistische Kirche)
W czerwcu 1895 roku pastor Richard Ramdohr z Gdańska reprezentujący Episkopalny Kościół Metodystyczny (niem. Bischöfliche Methodistische Kirche), jeden z dwóch nurtów metodyzmu w Niemczech, rozpoczął wygłaszanie cotygodniowych kazań do przypadkowych przechodniów na terenie lasku podmiejskiego (obecnie Park Miejski w okolicach „Leśniczówki”). Gdy przybywało stałych słuchaczy, spotkania zaczęto urządzać w mieszkaniach prywatnych. W połowie roku 1897 wydzierżawiono salę po palarni kawy przy ul. Ogrodowej 19 (dzisiaj Kosynierów Gdyńskich 21), którą adaptowano na kaplicę. W październiku 1897 przeprowadzono pierwsze nabożeństwo, w którym wzięło udział 125 osób.
Podczas I wojny światowej pracę pastora Ramdohra wpierała pochodząca z Grudziądza diakonisa Schaff-Schmidt, stale pracująca w Afryce jako misjonarka.

### Kościół Metodystyczny w Polsce
W styczniu 1920 roku, gdy Grudziądz znalazł się w odradzającej się po zaborach Polsce, wielu niemieckich metodystów opuściło miasto. Parafia grudziądzka została dołączona do Misji Południowego Episkopalnego Kościoła Metodystycznego w Polsce. Zborem opiekował się Ferdynand Schwarz, miejscowy kaznodzieja. Jednak przez ponad dwa lata zbór nie miał stałego duchownego, a pastorzy dojeżdżali do Grudziądza z Warszawy lub z Chodzieży.
W roku 1927 Konferencja Doroczna zamianowała kaznodzieję Władysława Kamińskiego na kierownika zboru jako pierwszego Polaka. Nominacja kaznodziei Polaka oraz wprowadzenie stałych nabożeństw w języku polskim sprawiły, że do zboru zaczęli napływać Polacy, a parafia stała się dwunarodowa mieszkających na terenie Grudziądza i powiatu grudziądzkiego. W roku 1928 dziesięcioletni okres działalności rozpoczął ksiądz Tomasza Gamble, który wraz z małżonką Fryderyką rozwijał działalność parafialną. Grudziądzka parafia była wspomagana finansowo przez parafie warszawską, wileńską i lwowską dzięki czemu prowadziła dwa sierocińce.
W 1938 roku ostatnim pastorem przed II wojną światową został ks. Emil Majewski. We wrześniu 1939 Grudziądz został włączony do III Rzeszy i nabożeństwa mogły odbywać się tylko w języku niemieckim. Wielu polskich członków zboru zostało deportowanych do Generalnego Gubernatorstwa. Oficjalnie działalność prowadził tylko zbór niemieckojęzyczny.

### Okres powojenny
Po wojnie dzięki staraniom członków parafii zdołano uzyskać budynek sakralny po niemieckiej Misji Miejskiej, której członkowie opuścili miasto. Pierwsze metodystyczne nabożeństwo odbyło się w czerwcu 1945 roku, a kazanie wygłosił przybyły na uroczystość Superintendent Naczelny, ks. Konstanty Najder z Warszawy.
W roku 1947 do Grudziądza został zamianowany ks. Michał Jamny, późniejszy pastor zboru w Bydgoszczy. W tym okresie parafia gwałtownie się powiększała liczebnie. W latach 1951–1975 pastorem był ks. Kazimierz Milewski. W roku 1975 skierowano do Grudziądza studenta teologii Jana J. Ostryka, który pozostał w parafii przez 13 lat. W czerwcu 1988 roku do opieki nad parafią zamianowano Grzegorza Ruszczyńskiego. Powołał on filię Szkoły Języka Angielskiego (ELC) oraz Językową Szkołę przyparafialną dla dzieci i młodzieży młodszej.
W roku 1994 kolejnym duchownym w Grudziądzu został ks. Waldemar Eggert, a w 2004 ks. Waldemar Dąbrowski.